# Yiyun Li
Yiyun Li (李翊雲) (Pekín, 4 de noviembre de 1972) es una escritora chino-estadounidense. Sus novelas, retratan la sociedad china en la que vivió.

## Biografía
Yiyun Li nació en Pekín (China) se graduó en ciencias de la Universidad de Pekín, una ex prodigio de las matemáticas que había emigrado de China a los Estados Unidos en 1996, para estudiar inmunología y acabó dedicándose a la escritura creativa en un esfuerzo por mejorar su inglés. Obtuvo un título universitario del Iowa Writers' Workshop y otro en ensayo creativo por la Universidad de Iowa. Sus relatos y artículos han aparecido en publicaciones como The New Yorker, The Paris Review o Zoetrope: All-Story.
En dos años, fue catalogada como una de las 21 mejores jóvenes novelistas estadounidenses de Granta , sin haber publicado una novela, y dos de las historias de Mil años de buenas oraciones habían sido llevadas al cine por el director chino estadounidense Wayne Wang.
Reside en Oakland (California) con su marido e imparte clases en la Universidad de California (Davis).
Desafortunadamente sus dos hijos, Vincent y James murieron por suicidio en 2017 y 2024 respectivamente 

## Galardones
- Whiting Writers' Award.
- Residencia en la Lannan Foundation en Marfa (Tejas).
- Frank O'Connor International Short Story Award, por su primer libro de relatos, A Thousand Years of Good Prayers.
- PEN/Hemingway Award.
- Guardian First Book Award.
- California Book Award a ficción novel.
- Los 21 Mejores JóvenesNovelistas Estadounidenses de Granta.

## Obras
- The Vagrants. Random House. Febrero de 2009. ISBN 9781400063130..
- A Thousand Years of Good Prayers. Random House, Inc. Septiembre de 2005. ISBN 9780812973334..

### Antologías
- Best American Short Stories.
- Laura Furman, ed. (2008). «Prison». O. Henry Prize Stories. Random House, Inc. ISBN 9780307280343..

## Reseñas
«El libro de cuentos con que Yiyun Li debutó en 2005, A Thousand Years of Good Prayers, le valió comparaciones con  Chejov y Alice Munro. Su primera novela, The Vagrants, debe mucho al arte del relato y en ella la historia sigue los pasos de un disparatado grupo de ciudadanos en la ciudad industrial de Muddy River, durante tres meses de 1979.»
«Su controlada discreción y su escrupulosa e inflexible lucidez, The Vagrants es una obra de gran pose y dignidad moral. Se puede decir que hoy día pocos escritores poseen gravitas; sin embargo Yiyun Li exuda una seriedad que sería incluso sorprendente en alguien que le doblara la edad. Como crónica de la traición política bajo una moderna dictadura, The Vagrants es un clásico menor. No he leído una obra tan atractiva en años.»